# Ряшівський повіт
Ряшівський повіт (пол. powiat rzeszowski) — один з 21 земських повітів Підкарпатського воєводства Польщі. Адміністративний центр — Ряшів. Утворений 1 січня 1999 року внаслідок адміністративної реформи.

## Загальні дані
Повіт знаходиться у центральній частині воєводства.
Адміністративний центр — місто Ряшів (не входить до складу повіту).
Станом на 1.01.2008 населення становить 163 416 осіб, площа 1182,14 км².

## Демографія
Демографічні дані повіту станом на 30.06.2005:
|       | Всього  | Всього | Жінки  | Жінки | Чоловіки | Чоловіки |
| ----- | ------- | ------ | ------ | ----- | -------- | -------- |
|       | осіб    | %      | осіб   | %     | осіб     | %        |
| Повіт | 172 941 | 100    | 87 906 | 50,8  | 85 035   | 49,2     |
| Міста | 20 428  | 100    | 10 488 | 51,3  | 9940     | 48,7     |
| Села  | 152 513 | 100    | 77 418 | 50,8  | 75 095   | 49,2     |

## Історія
У 1945 році у Ряшівському повіті налічувалося 1903 українців, які підлягали виселенню до УРСР відповідно до договору про польсько-український обмін населенням між СРСР і ПНР від 9 вересня 1944 року. З них з жовтня 1944 до 1 травня 1945 року до України було депортовано лише 147 осіб (42 родини).
У травні 1947 року під час операції «Вісла» польська армія виселила з Явірника Польського Ряшівського повіту на приєднані до Польщі північно-західні терени 62 українців.